# Elizabeth Simmonds
Elizabeth Clare Simmonds (Beverley (Engeland), 22 januari 1991) is een Brits zwemster. Ze vertegenwoordigde haar vaderland op de Olympische Zomerspelen 2008 in Peking. Op de kortebaan is Simmonds houdster van het Europees record op de 200 meter rugslag en medehoudster van het Europees record op de 4x100 meter wisselslag.

## Carrière
Bij haar internationale debuut, op de Europese kampioenschappen zwemmen 2006 in Boedapest, eindigde Simmonds als vijfde op de 200 meter rugslag en strandde ze in de halve finales van de 100 meter rugslag en in de series van de 50 meter rugslag. Op de 4x100 meter wisselslag zwom ze samen met Kirsty Balfour, Rosalind Brett en Katherine Wyld in de series, in de finale sleepte Balfour samen met Melanie Marshall, Terri Dunning en Francesca Halsall de Europese titel in de wacht. Voor haar aandeel in de series ontving Simmonds eveneens de gouden medaille. Op de Europese kampioenschappen kortebaanzwemmen 2006 in Helsinki veroverde de Britse de bronzen medaille op de 200 meter rugslag en eindigde ze als zevende op de 100 meter rugslag. Samen met Kate Haywood, Rosalind Brett en Francesca Halsall legde ze beslag op de bronzen medaille op de 4x50 meter wisselslag.
Tijdens de wereldkampioenschappen zwemmen 2007 in Melbourne eindigde Simmonds als zevende op de 200 meter rugslag, op de 100 meter rugslag strandde ze in de series.
Op de Europese kampioenschappen zwemmen 2008 in Eindhoven, veroverde Simmonds samen met Kate Haywood, Jemma Lowe en Francesca Halsall de Europese titel op de 4x100 meter wisselslag, het kwartet verbeterde tevens het Europees record. Tijdens de Britse kampioenschappen zwemmen 2008 in Sheffield plaatste de Britse zich voor de Olympische Spelen, op de 100 en de 200 meter rugslag. In Manchester nam Simmonds deel aan de wereldkampioenschappen kortebaanzwemmen 2008, op dit toernooi veroverde ze de zilveren medaille op de 200 meter rugslag in een Europese recordtijd. Daarnaast eindigde ze als vijfde op de 200 meter wisselslag, als zevende op de 100 meter rugslag en als achtste op de 50 meter rugslag. Samen met Kate Haywood, Jemma Lowe en Francesca Halsall sleepte ze de bronzen medaille in de wacht op de 4x100 meter wisselslag, het viertal wist ook het Europees record te verbeteren. Tijdens de Olympische Zomerspelen van 2008 in Peking eindigde de Britse als zesde op de 200 meter rugslag en strandde ze in de halve finales van de 100 meter rugslag. Op de Europese kampioenschappen kortebaanzwemmen 2008 in Rijeka sleepte Simmonds de bronzen medaille in de wacht op de 200 meter rugslag, op zowel de 50 als de 100 meter rugslag eindigde ze als vijfde. Op de 4x50 meter vrije slag eindigde ze samen met Emma Wilkins, Jessica Sylvester en Katy Sexton als achtste, samen met Georgia Holderness, Jemma Lowe en Jessica Sylvester werd ze uitgeschakeld in de series van de 4x50 meter wisselslag.

### 2009-heden
In Rome nam de Britse deel aan de wereldkampioenschappen zwemmen 2009. Op dit toernooi eindigde ze als vierde op de 200 meter rugslag en als zevende op de 100 meter rugslag, op de 50 meter rugslag strandde ze in de series.
Tijdens de Europese kampioenschappen zwemmen 2010 in Boedapest veroverde Simmonds de Europese titel op de 200 meter rugslag, op de 100 meter rugslag sleepte ze de zilveren medaille in de wacht. Op de 4x100 meter wisselslag zwom ze samen met Stacey Tadd, Jemma Lowe en Amy Smith in de series, in de finale legde Smith samen met Gemma Spofforth, Kate Haywood en Francesca Halsall beslag op de Europese titel. Voor haar aandeel in de series werd Simmonds beloond met de gouden medaille. Op de Gemenebestspelen 2010 in Delhi legde de Britse, op de 200 meter rugslag, beslag op de zilveren medaille, op de 100 meter rugslag werd ze uitgeschakeld in de halve finales.
In Shanghai nam Simmonds deel aan de wereldkampioenschappen zwemmen 2011. Op dit toernooi eindigde ze als zevende op zowel de 100 als de 200 meter rugslag.
Op de Olympische Zomerspelen van 2012 in Londen zwom Simmonds naar de 4e plaats op de 200 meter rugslag.

## Internationale toernooien
| Jaar | Olympische Spelen                | WK langebaan                                    | WK kortebaan                                                                             | EK langebaan                                                                                            | EK kortebaan                                                                                 | Gemenebestspelen                |
| ---- | -------------------------------- | ----------------------------------------------- | ---------------------------------------------------------------------------------------- | --- | -------------------------------------------------------------------------------------------- | ------------------------------- |
| 2006 |                                  |                                                 | geen deelname                                                                            | 20e 50m rugslag · 9e 100m rugslag · 5e 200m rugslag · 4x100m wisselslag · Simmonds zwom enkel de series | serie 50m rugslag · 7e 100m rugslag · 200m rugslag · 4x50m wisselslag                        | geen deelname                   |
| 2007 |                                  | 24e 100m rugslag 7e 200m rugslag                |                                                                                          | | geen deelname                                                                                |                                 |
| 2008 | 10e 100m rugslag 6e 200m rugslag |                                                 | 8e 50m rugslag · 7e 100m rugslag · 200m rugslag · 5e 200m wisselslag · 4x100m wisselslag | 4x100m wisselslag                                                                                       | 5e 50m rugslag · 5e 100m rugslag · 200m rugslag · 8e 4x50m vrije slag · 12e 4x50m wisselslag |                                 |
| 2009 |                                  | 19e 50m rugslag 7e 100m rugslag 4e 200m rugslag |                                                                                          | | geen deelname                                                                                |                                 |
| 2010 |                                  |                                                 | geen deelname                                                                            | 100m rugslag · 200m rugslag · 4x100m wisselslag · Simmonds zwom enkel de series                         | geen deelname                                                                                | 10e 100m rugslag · 200m rugslag |
| 2011 |                                  | 7e 100m rugslag 7e 200m rugslag                 |                                                                                          | | geen deelname                                                                                |                                 |
| 2012 | 4e 200m rugslag                  |                                                 | 11e 50m rugslag 10e 100m rugslag 5e 200m rugslag 8e 4x100m vrije slag                    | |                                                                                              |                                 |
| 2013 |                                  | geen deelname                                   |                                                                                          | | 12-15 december                                                                               |                                 |

## Persoonlijke records
Bijgewerkt tot en met 30 augustus 2013

### Kortebaan
| Afstand         | Tijd    | Datum            | Plaats     |
| --------------- | ------- | ---------------- | ---------- |
| 50m rugslag     | 26,88   | 13 december 2008 | Rijeka     |
| 100m rugslag    | 56,69   | 19 december 2009 | Manchester |
| 200m rugslag    | 2.00,83 | 16 december 2011 | Atlanta    |
| 200m wisselslag | 2.08,61 | 21 november 2009 | Singapore  |

### Langebaan
| Afstand         | Tijd    | Datum         | Plaats      |
| --------------- | ------- | ------------- | ----------- |
| 50m rugslag     | 28,29   | 9 juni 2012   | Monte Carlo |
| 100m rugslag    | 59,43   | 31 maart 2010 | Sheffield   |
| 200m rugslag    | 2.06,79 | 2 april 2010  | Sheffield   |
| 200m wisselslag | 2.13,94 | 30 juli 2013  | Sheffield   |